# NXT TakeOver: Brooklyn II
L'édition Brooklyn II de NXT TakeOver est une manifestation de catch (lutte professionnelle) produite par World Wrestling Entertainment, une fédération de catch américaine, qui est diffusée et visible en streaming payant sur le WWE Network. Cet événement met en avant les Superstars de NXT, le club-école de la compagnie. L'événement a eu lieu le 20 août 2016 au Barclays Center à Brooklyn (New York). Il s'agit de la douzième édition de NXT TakeOver.

## Contexte
Les spectacles de la World Wrestling Entertainment (WWE) sont constitués de matchs aux résultats prédéterminés par les scénaristes de la WWE. Ces rencontres sont justifiées par des storylines – une rivalité avec un catcheur, la plupart du temps – ou par des qualifications survenues dans les shows de la WWE telles que Raw, SmackDown et NXT. Tous les catcheurs possèdent une gimmick, c'est-à-dire qu'ils incarnent un personnage gentil (Face) ou méchant (Heel), qui évolue au fil des rencontres. Un événement comme Brooklyn II est donc un événement tournant pour les différentes storylines en cours,.

## Tableau des matchs
| Ordre par numéros                                                                         | Résultat                                                                                      | Stipulation(s)                                    | Temps |
| ----------------------------------------------------------------------------------------- | --------------------------------------------------------------------------------------------- | ------------------------------------------------- | ----- |
| 1                                                                                         | Austin Aries bat No Way Jose                                                                  | Match simple                                      | 10:42 |
| 2                                                                                         | Ember Moon bat Billie Kay                                                                     | Match simple                                      | 4:35  |
| 3                                                                                         | Bobby Roode bat Andrade "Cien" Almas (avec Zelina Vega)                                       | Match simple                                      | 10:22 |
| 4                                                                                         | The Revival (Dash Wilder et Scott Dawson) (c) battent #DIY (Johnny Gargano et Tommaso Ciampa) | Tag Team match pour les NXT Tag Team Championship | 19:10 |
| 5                                                                                         | Asuka (c) bat Bayley                                                                          | Match simple pour le NXT Women's Championship     | 14:07 |
| 6                                                                                         | Shinsuke Nakamura bat Samoa Joe (c)                                                           | Match simple pour le NXT Championship             | 21:14 |
| La lettre C placée entre parenthèses désigne la personne ou l’équipe championne en titre. |                                                                                               |                                                   |       |